# Eugeniusz II (biskup Toledo)
Eugeniusz II, oznaczany również jako Eugeniusz III, zwany Młodszym (zm. w listopadzie 657) – pisarz łaciński, teolog, arcybiskup Toledo (od 646), święty Kościoła katolickiego.
Urodził się w Toledo. Pochodził z rodziny hiszpańskich Wizygotów, jego ojciec nosił imię Ewancjusz. Był uczniem Heladiusza w opactwie Agli i mnichem w bazylice de Santa Engracia w Saragossie, a następnie archidiakonem w Toledo. W 646 został arcybiskupem Toledo i był nim aż do śmierci.
Jego wspomnienie liturgiczne obchodzone jest 13 listopada.